# Pannenhöh
Pannenhöh ist eine Ortschaft in der Gemeinde Wipperfürth im Oberbergischen Kreis im Regierungsbezirk Köln in Nordrhein-Westfalen (Deutschland).

## Lage und Beschreibung
Der Ort liegt im Südwesten der Stadt Wipperfürth nahe der Bundesstraße 506, die im Mittelalter ein bedeutender Heerweg zwischen Köln und Soest war. Der Ort liegt nahe der Wasserscheide zwischen der Großen Dhünn und der Kürtener Sülz. Nordöstlich liegt die Quelle des Liethsiefens, welcher in den Mausbach mündet. Nachbarorte sind Unterschneppen, Lieth und Kofeln.
Der Ort gehört zum Gemeindewahlbezirk 160 und damit zum Wahlbezirk Wipperfeld.

## Geschichte
Die Karte Topographia Ducatus Montani aus dem Jahre 1715 zeigt die Ortschaft unter der Bezeichnung„Höh“ mit einem Hof. Die Topographische Aufnahme der Rheinlande von 1824 zeigt auf umgrenztem Hofraum unter dem Namen „Pannenhöh“ sechs getrennt voneinander liegende Grundrisse.
Aus dem Jahre 1998 stammt ein im Ortsbereich stehendes hölzernes Wegekreuz.

## Busverbindungen
Über die im Nachbarort gelegene Haltestelle Fahlenbock der Linie 427 (VRS/OVAG) ist Pannenhöh an den öffentlichen Personennahverkehr angebunden.

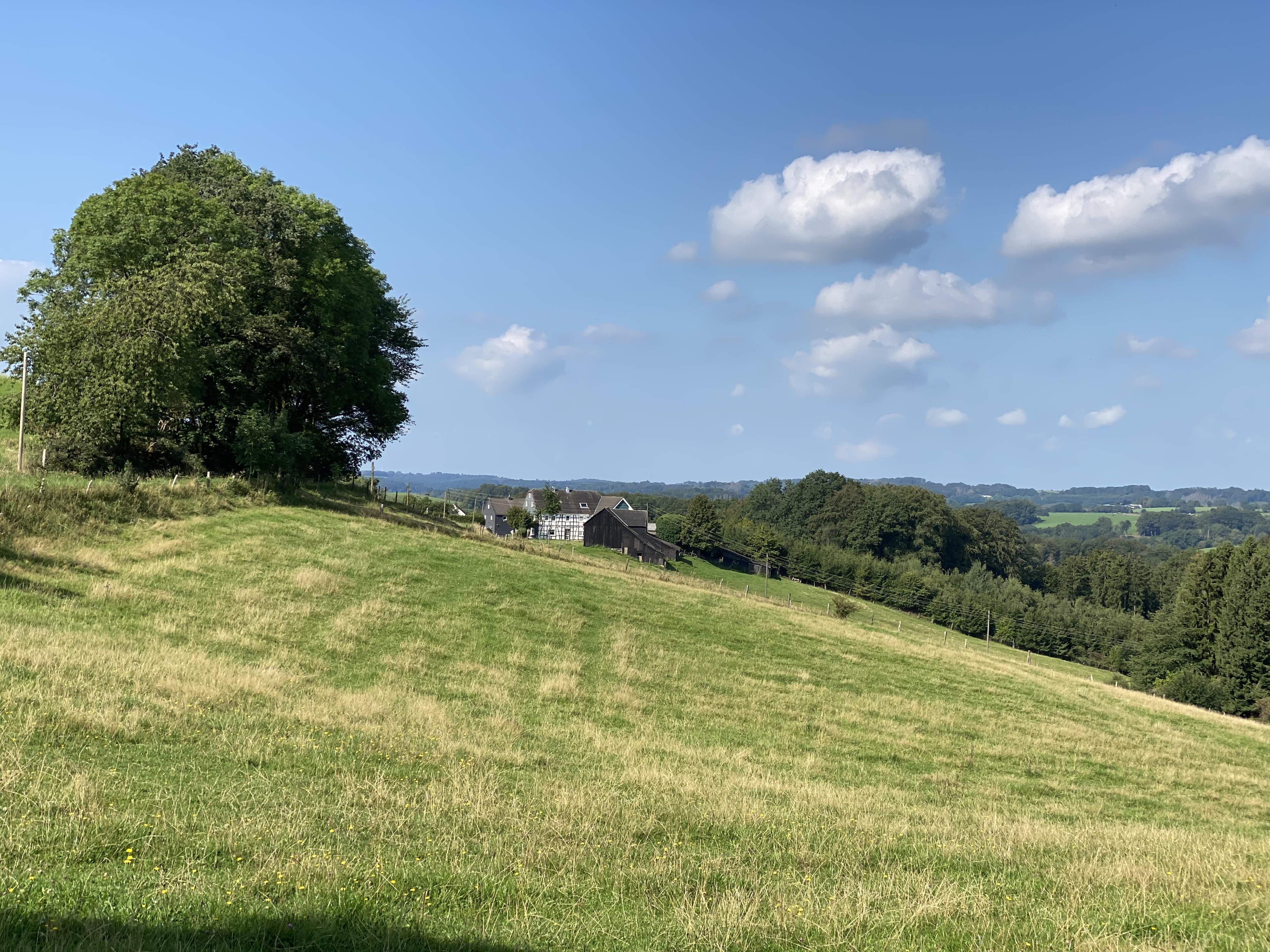
Pannenhöh in der Landschaftskulisse
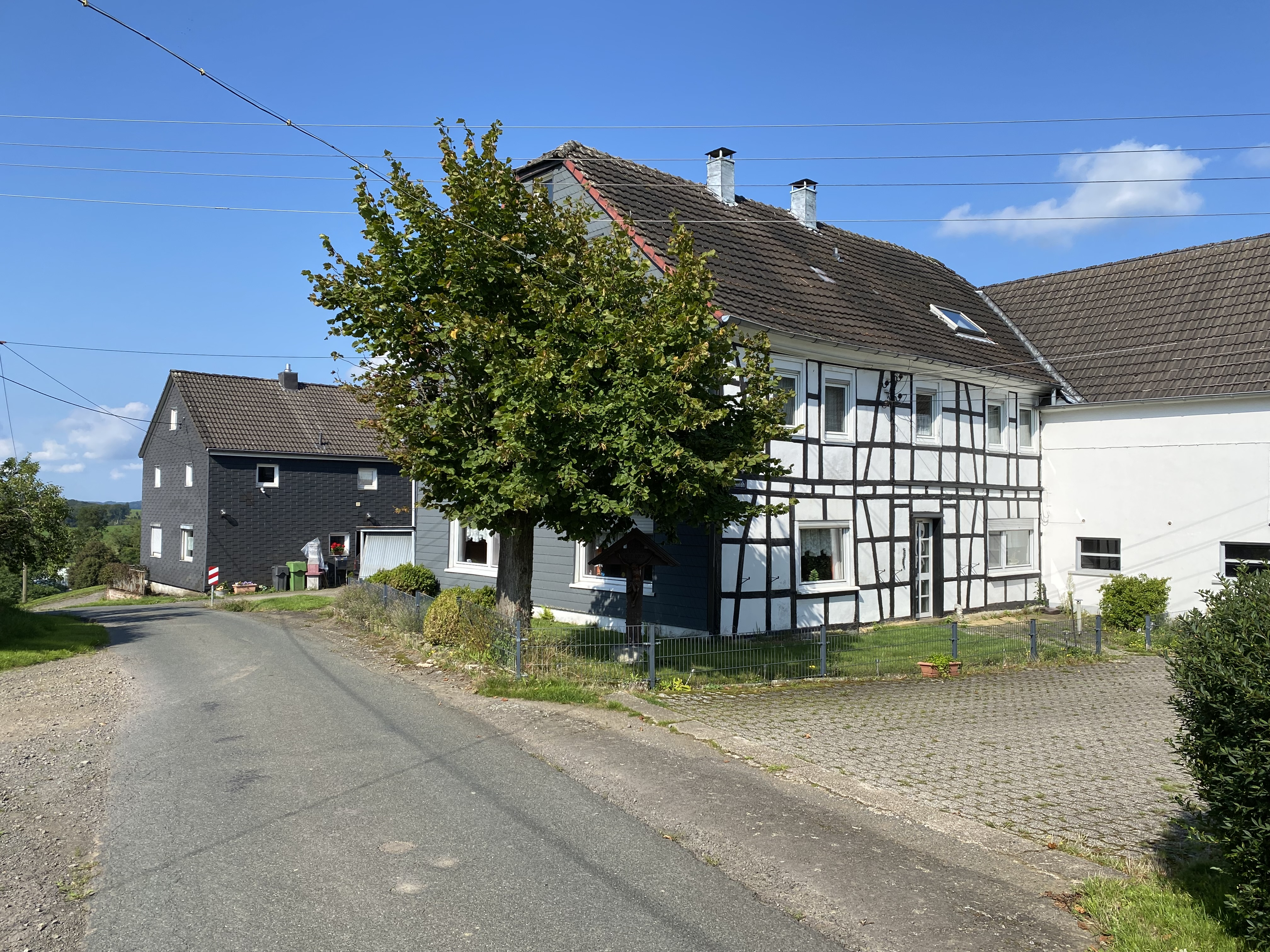
Pannenhöh 1 (vorne) / Pannenhöh 2 (hinten)
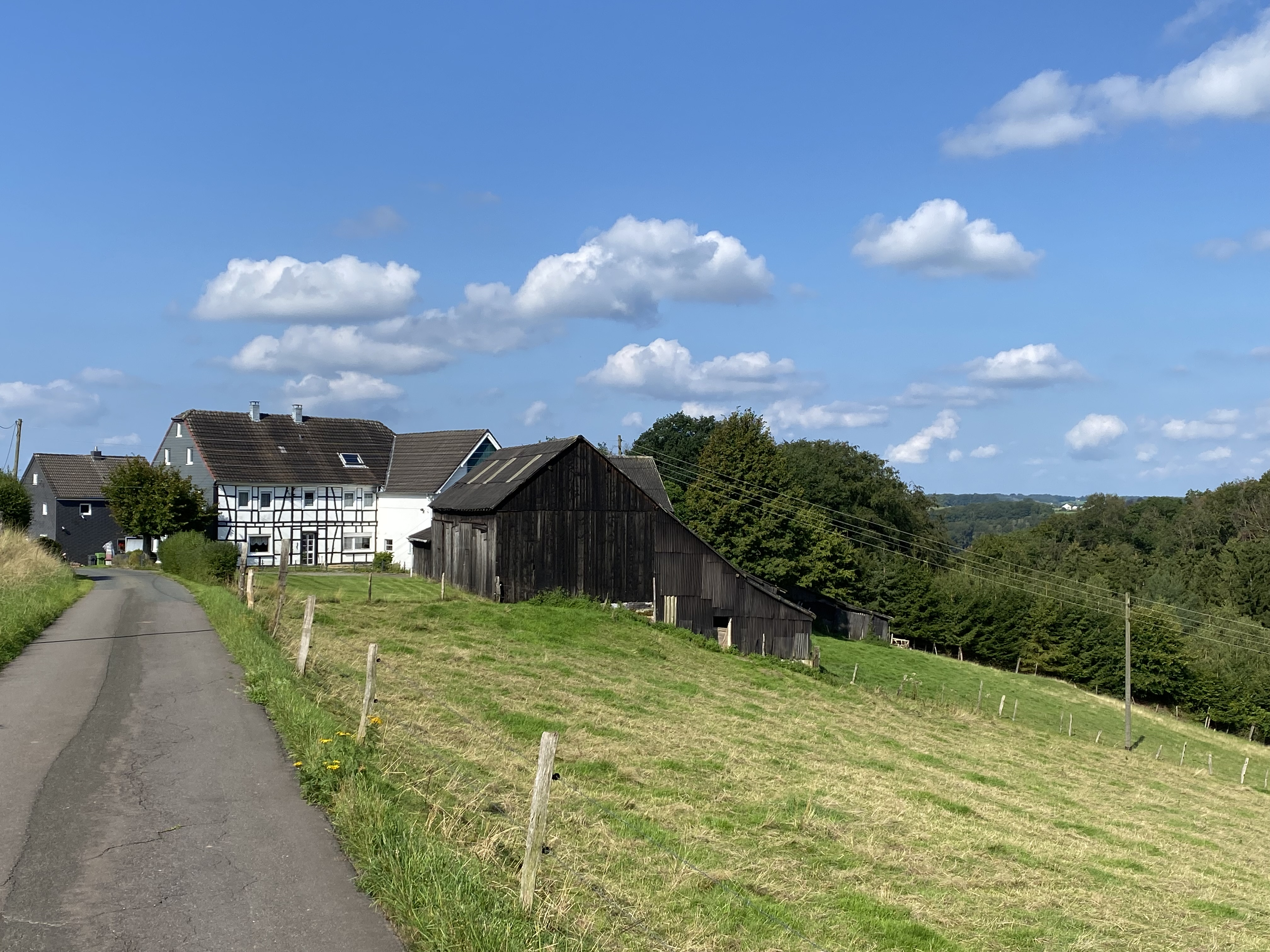
Pannenhöh 1
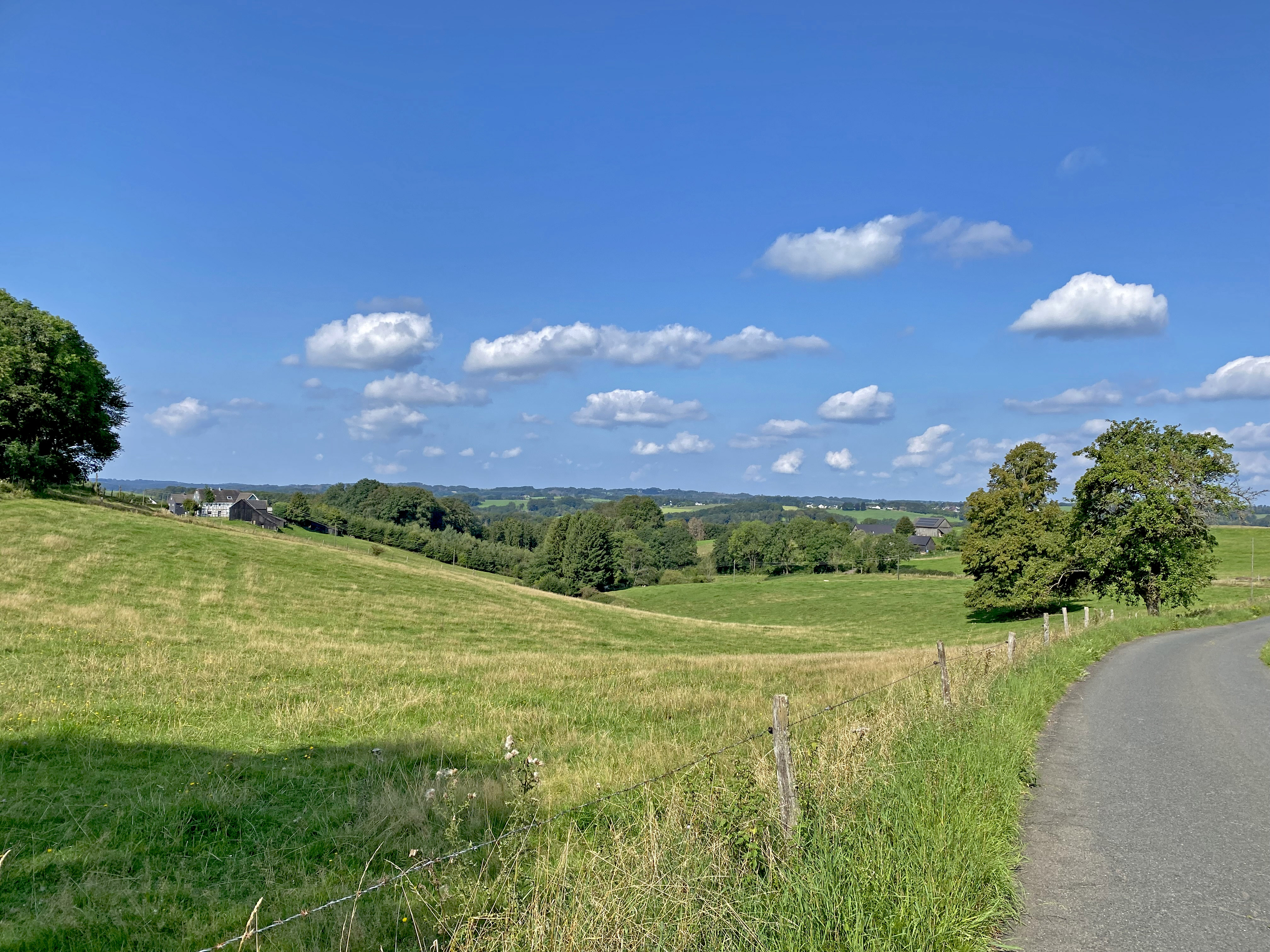
Pannenhöh in der Landschaftskulisse